# Время приключений
«Вре́мя приключе́ний» (англ. Adventure Time, изначально с добавлением with Finn & Jake — «с Финном и Джейком») — мультипликационный сериал, повествующий о приключениях мальчика Финна и его друга — волшебного пса, английского бульдога Джейка в постапокалиптическом мире, называемом «Земли Ууу» (англ. Lands of Ooo). Создан Пендлтоном Уордом и спродюсирован компаниями Frederator Studios и Cartoon Network Studios для канала Cartoon Network в 2010 году. Шоу создано с использованием рисованной анимации и черпало вдохновение из множества источников, включая фэнтезийную ролевую игру Dungeons & Dragons и видеоигры.
Сериал основан на короткометражном фильме 2007 года. Мультфильмы на Nickelodeon Animation транслировались на Nicktoons. После того, как короткометражка стала вирусным хитом в Интернете, руководители Nickelodeon отказались от неё, прежде чем Cartoon Network заказала полнометражный сериал от Зайберта и Уорда, предварительный просмотр которого состоялся 11 марта 2010 года. Премьера шоу на Cartoon Network состоялась 5 апреля 2010 и оно закончилась 3 сентября 2018 года. В 2020—2021 годах на Max выходила серия специальных выпусков под общим названием «Время приключений: Далёкие земли». В 2023 году на той же площадке вышел спин-офф «Время приключений: Фионна и Пирожок».
«Время приключений» имело успех в рейтингах Cartoon Network, некоторые его эпизоды собрали более трёх миллионов зрителей, и, несмотря на то, что сериал был ориентирован в первую очередь на детей, он завоевал популярность среди подростков и взрослых. Adventure Time получил положительные отзывы критиков и получил награды, в том числе восемь Primetime Emmy Awards, Peabody Award, три Annie Awards, две награды «British Academy Children's Awards», премию Motion Picture Sound Editors и Kerrang!. Сериал также был номинирован на три телевизионных премии «Critics 'Choice», две премии фестиваля Анси, премию TCA и премию кинофестиваля Сандэнс. Из множества спин-оффов комиксов, основанных на сериале, один получил премию Айснера и две премии Харви.
В 2020 году журнал «Мир Фантастики» в спецвыпуске «Фантастические 2010-е» назвал «Время приключений» (наряду с «Гравити Фолз» и «Риком и Морти») мультсериалом десятилетия.

## Сюжет
«Время приключений» рассказывает о приключениях мальчика по имени Финн (озвучивает Джереми Шэйда), а также его лучшего друга и сводного брата Джейка Пса (озвучивает Джон ДиМаджио), обладающего магическими способностями изменять форму и размер по желанию. Пендлтон Уорд, создатель сериала, описывает Финна как «пылкого ребёнка с твёрдой моралью». Джейк, с другой стороны, основан на Триппере Харрисоне, персонаже Билла Мюррея в фильме «Фрикадельки». Это означает, что, хотя Джейк несколько беспечен, он может дать Финну достойный совет, если ему это действительно нужно. Финн и Джейк живут в постапокалиптической Земле Ууу (Ооо), разрушенной катастрофой, известной как «Грибная война», ядерной войной, разрушившей цивилизацию за тысячу лет до событий сериала. Мальчик Финн и его пёс Джейк живут в доме на дереве, расположенном рядом с Империей Сласти (в другом переводе — Конфетное королевство) в Землях Ууу. Финн вместе с Джейком то и дело устремляется навстречу приключениям, спасая обитателей окрестных земель. На протяжении всего сериала Финн и Джейк взаимодействуют с главными персонажами, чаще всего с: Принцессой Жвачкой (Хинден Уолш), правительницей Конфетного Королевства; Ледяным Королём (Том Кенни), грозным, но в значительной степени неправильно понятым ледяным волшебником; Марселин, Королевой вампиров (Оливия Олсон), тысячелетней вампиршей и энтузиастом рок-музыки; БиМО (Ники Янг), разумной бесполой игровой консолью-роботом, который живёт с Финном и Джейком; и Пламенной Принцессой (Джессика ДиЧикко), элементалем пламени и правительницей Огненного Королевства, и многими другими.

### Персонажи

Основные персонажи сериала «Время приключений»

#### Главные
Финн Мёртенз (англ. Finn Mertens; также известный, как Финн-человек и Финн-парнишка) — главный герой мультсериала. В раннем детстве Финн бродил по лесу и приклеился к листу. Он просил проходящих мимо животных и насекомых помочь ему, но все проходили мимо. После этого Финн поклялся помогать каждому, кто попал в беду. Сильный и справедливый, но при этом излишне наивный. Сильно расстраивается, когда не может кому-то помочь.
- Джейк-пёс (англ. Jake the Dog) — лучший друг и сводный брат Финна. Умеет менять форму тела, так как является гибридом собаки и инопланетянина. Джейк легкомысленный и стремится не беспокоиться о всяких проблемах.

#### Основные
- Принцесса Бубльгум (англ. Princess Bubblegum; Боннибель Бубльгум) — правительница Империи сласти, является потомком генномодифицированной жвачной массы с собственным разумом. У неё исследовательский характер, и свободное от правления время она посвящает науке.
- Марселин Абадир (англ. Marceline Abadeer; Марселин, Королева вампиров) — гибрид человека и демона, позже стала вампиром. Циничная и бесстрашная. Лучшая подруга принцессы Бубльгум, позже они начали встречаться. Ей около 1000 лет.
- БиМО (англ. BMO) — игровая приставка Финна и Джейка, а также портативная розетка, плеер, камера, фотоаппарат, будильник, тостер, фонарик, стробоскоп, программа для редактирования видео, видео-плеер, зарядное устройство, магнитофон и просто друг и сосед. Спустя 1000 лет стал королём Ууу.
- Принцесса Пупырчатого королевства (ППК) (англ. Lumpy Space Princess) — анти-элементаль, похожая на сиреневое облако со звездой на лбу. Подруга принцессы Бубльгум, а также Финна и Джейка.

#### Антагонисты
- Снежный Король (англ. Ice King — Ледяной король) — главный злодей первых сезонов мультсериала. Регулярно пытался похитить принцесс. Более поздние сезоны раскрывают его трагическую предысторию, показывая, что он когда-то был хорошим человеком по имени Саймон Петриков, который потерял свой разум, воспоминания и близких из-за волшебной короны.
- Граф Лимонохват (англ. Earl of Lemongrab) — очень нервное и упрямое существо, созданное принцессой Бубльгум, считается членом королевской семьи, посему имеет право наследника трона Конфетного королевства.
- Лич (англ. The Lich) — основной антагонист сериала, мёртвый волшебник.
- ГОЛБ (англ. GOLB) — воплощение хаоса и беспорядка, способное искажать, уродовать и склеивать живых существ для создания монстров, или в том числе стирать их с лица земли, главный злодей 10-го сезона.

### Вселенная
Действие сериала происходит на Земле, пережившей ядерную войну (в будущем её называют «Великой грибной войной», вероятно из-за грибовидных облаков от ядерных взрывов). После войны от планеты уцелели лишь две трети, выжившие земляне мутировали или же спаслись в неизвестных землях, а в мир вернулась магия. Большая часть эпизодов происходит на вымышленном континенте под названием «Земля Ууу» (англ. The Land of Ooo).
В самом начале разработки сеттинга Пенделтон Уорд представлял себе Ууу исключительно волшебным миром, но после серии «Время бизнеса», где герои обнаруживают в айсберге замороженных бизнесменов, мир решено было сделать постапокалиптическим. Уорд объясняет строение мира сериала, как «конфетное королевство снаружи, тьма внутри». Он заявлял, что никогда не ставил постапокалиптическую составляющую и «Грибную войну» выше основной сути мира. Большая часть постапокалиптических элементов вселенной была навеяна фильмом «Безумный Макс».
Мир сериала имеет всеобъемлющий сюжет с предысторией, которая раскрывается по ходу эпизодов. Повествование затрагивает саму «Грибную войну», возникновение и историю антагониста — Лича и предыстории других персонажей. Уорд считает, что время от времени следует обращаться к тёмным страницам истории Ууу.

## История создания

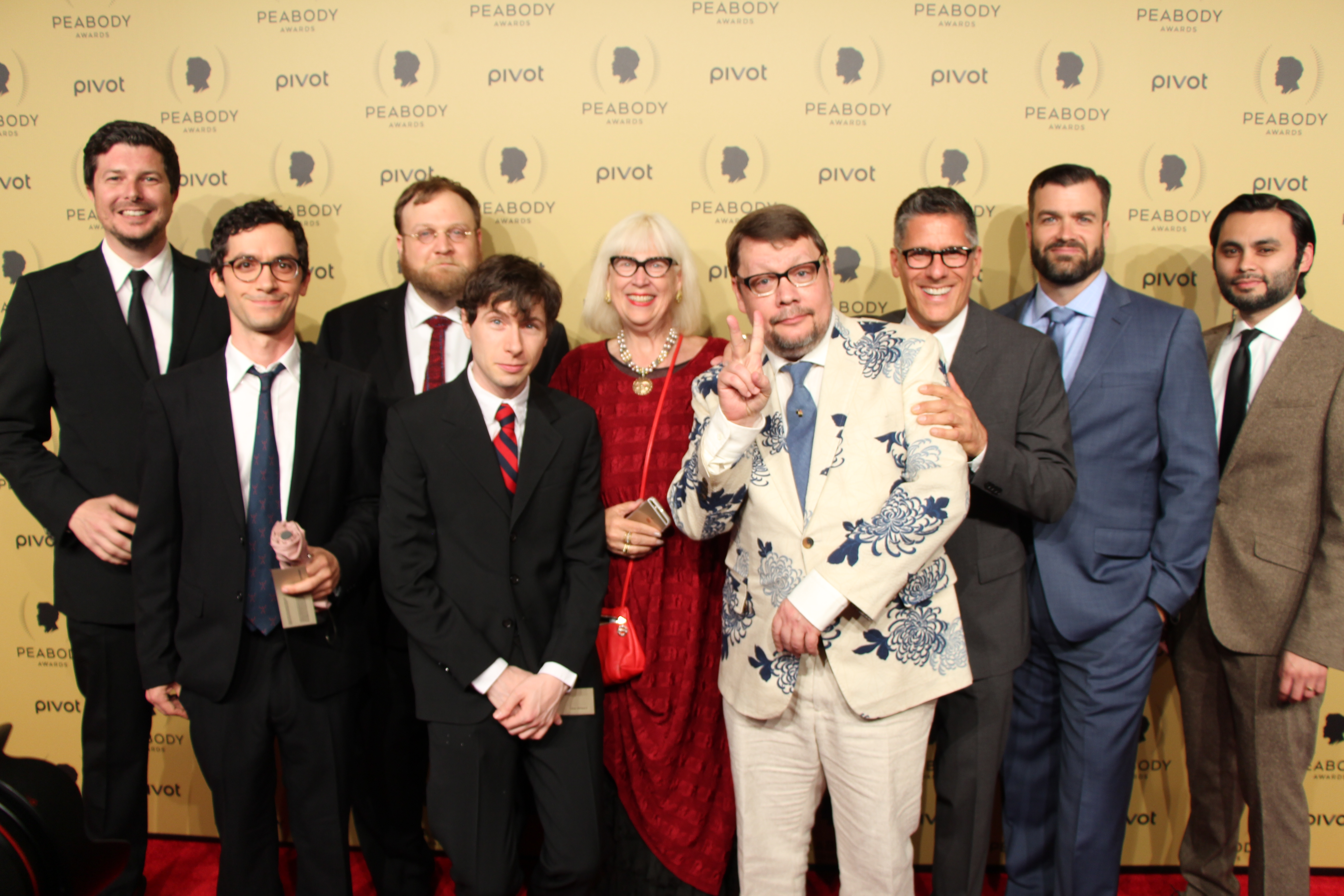
Группа создателей мультсериала.

Мультсериал основан на короткометражке «Время приключений» 2007 года, попавшей на Random! Cartoons и показываемой на Nicktoons. Проект так и не попал на Nickelodeon, но был принят в Cartoon Network. Премьера шоу состоялась 5 апреля 2010 года.
Сериал был создан с использованием рисованной анимации. Поскольку на создание каждого эпизода уходило примерно восемь-девять месяцев, над эпизодами работало несколько людей одновременно. Актёры записали свои реплики в групповые записи, в озвучке второстепенных и повторяющихся персонажей регулярно участвовали приглашённые актёры. Каждая серия длится около одиннадцати минут.
Cartoon Network объявила 29 сентября 2016 года, что сериал завершится в 2018 году, после выхода в эфир десятого сезона. Заключительная серия вышла 3 сентября 2018 года. В 2020—2021 годах на Max выходила серия особых выпусков под общим названием «Дальние земли». В 2023 году на той же площадке вышел спин-офф «Фионна и Пирожок». Первый сезон состоял из 10 серий по 23-26 минут. Он посвящён трём персонажам двух Земель: Саймону Петрикову, освобождённому от личности Снежного Короля (Земля-1), Фионне и Пирожку (Земля-7, где персонажи имеют противоположный пол, и были изначально выдуманы Снежным Королём для своего комикса-фанфика), которые будут путешествовать по мультивселенной.

## Сезоны
| Сезон              | Количество серий | Период вещания   | Период вещания   |
| Сезон              | Количество серий | Премьера         | Финал            |
| ------------------ | ---------------- | ---------------- | ---------------- |
| Пилот              | 1                | 22 января 2007   | —                |
| 1                  | 26               | 5 апреля 2010    | 27 сентября 2010 |
| 2                  | 26               | 11 октября 2010  | 9 мая 2011       |
| 3                  | 26               | 11 июля 2011     | 13 февраля 2012  |
| 4                  | 26               | 2 апреля 2012    | 22 октября 2012  |
| 5, часть первая    | 26               | 12 ноября 2012   | 1 июля 2013      |
| 5, часть вторая    | 26               | 15 июля 2013     | 17 марта 2014    |
| 6                  | 43               | 21 апреля 2014   | 5 июня 2015      |
| 7, часть первая    | 5                | 2 ноября 2015    | 6 ноября 2015    |
| 7, часть «Колья»   | 8                | 16 ноября 2015   | 19 ноября 2015   |
| 7, часть вторая    | 26               | 3 декабря 2015   | 19 ноября 2016   |
| 8                  | 14               | 23 января 2017   | 2 февраля 2017   |
| 9                  | 14               | 21 апреля 2017   | 21 июля 2017     |
| 10                 | 16               | 17 сентября 2017 | 3 сентября 2018  |
| Специальный выпуск | 1                | 20 июля 2018     | —                |
| «Далёкие земли»    | 4                | 25 июня 2020     | 2 сентября 2021  |